# Fritz Haber
Fritz Haber (Breslau, 9 december 1868 – Bazel, 29 januari 1934) was een chemicus uit Duitsland. Zijn naam is vooral verbonden aan het Haber-Boschproces, dat gasvormig stikstof bindt aan waterstof tot ammoniak. Dit proces is de basis van de kunstmestproductie en heeft grote invloed gehad op de productiviteit van landbouwgrond over de gehele wereld. Hij kreeg er in 1918 de Nobelprijs voor.
Haber is een controversieel figuur, vanwege zijn rol bij de ontwikkeling van het tijdens de Eerste Wereldoorlog ingezette chloorgas en mosterdgas. Hij vermoedde zelf dat hij verdacht werd van misdaad tegen de menselijkheid op grond van afspraken tijdens de Vredesconferentie van Den Haag; hij is echter niet aangeklaagd of veroordeeld. Habers onderzoek leidde later tot de ontwikkeling van het insecticide Zyklon-B, dat tussen 1942 en 1944 werd gebruikt als gifgas in de vernietigingskampen. Haber had echter met het gebruik van Zyklon-B op mensen geen enkele relatie, omdat hij in 1934 overleed. Ook heeft hij zelf niet concreet aan de ontwikkeling van Zyklon-B gewerkt. Slechts zijn eerdere onderzoek werd door anderen gebruikt om Zyklon-B te ontwikkelen.

## Levensloop
Fritz Haber werd geboren als telg van een voorname, welgestelde Joodse familie. Hij was de zoon van Siegfried Haber (1841-1920), een koopman. Siegfried Haber handelde in stof, verf, lak en geneesmiddelen. Fritz' moeder, Paula Haber (1844-1868), overleed drie weken na de geboorte van Fritz ten gevolge van complicaties tijdens de bevalling. Siegfried Haber schijnt dit moeilijk verwerkt te hebben en er is altijd sprake geweest van spanningen tussen vader en zoon. Siegfried hertrouwde in 1877 met Hedwig Hamburger (1856-1912), die hem drie dochters schonk. Ondanks de afstandelijke relatie tussen vader en zoon werd hij door zijn stiefmoeder liefdevol behandeld. Hij ging naar de St. Elizabeth Latijnse school in Breslau en verrichtte op school veel scheikundige experimenten.
Tussen 1886 en 1891 studeerde hij scheikunde aan de universiteit van Heidelberg bij Robert Bunsen, aan de universiteit van Berlijn bij August Wilhelm von Hofmann en aan de Technische School van Charlottenburg bij Carl Liebermann. Haber promoveerde in 1891 in Berlijn met een dissertatie "Über einige Derivate des Piperonals" (over enkele derivaten van piperonal) in de organische chemie. Na zijn studie werkte hij enige tijd in het chemische bedrijf van zijn vader en omdat hij in techniek was geïnteresseerd ook bij Professor Georg Lunge aan het Instituut voor Technologie in Zürich. Op dat moment besloot hij een wetenschappelijke carrière na te streven. Hij werkte vervolgens samen met Ludwig Knorr in Jena, samen met hem publiceerde hij een artikel over diacetosuccinic ester. Tijdens zijn verblijf in Jena bekeerde Haber zich, op 25-jarige leeftijd, tot het protestants-christelijke geloof, voornamelijk om zijn wetenschappelijke loopbaan te bespoedigen.
In 1894 werd Haber een assistentschap aangeboden in Karlsruhe bij professor Hans Bunte van de faculteit chemische technologie; Haber accepteerde het aanbod. Hij zou daar tot 1911 werken. Professor Bunte richtte zich vooral op de scheikunde van verbrandingsprocessen. Carl Engler, tevens daar werkzaam, bracht de studie van petroleum onder de aandacht van Haber. Het latere werk van Haber werd sterk door beide wetenschappers beïnvloed. In 1896 kwalificeerde Haber zich als docent met een experimentele studie naar de decompositie en verbranding van koolwaterstoffen. In 1898 werd hij in Karlsruhe benoemd tot buitengewoon hoogleraar in de technische scheikunde. Vanaf 1906 werd hij als professor benoemd in de fysische chemie en elektrochemie en tevens directeur van het desbetreffende instituut in Karlsruhe.
Fritz Haber trouwde in 1901 met zijn jeugdliefde Clara Immerwahr (1870-1915), een joodse scheikundige die evenals Haber was bekeerd tot het protestante geloof. In 1911 volgde hij Engler op als directeur van het Kaiser Wilhelm Instituut voor fysische chemie en elektrochemie aan Berlin-Dahlem; hij werkte daar tot 1933, toen hij vanwege de machtsovername door de nazi's Duitsland moest ontvluchten. 

### Haber en chemische strijdgassen
Tijdens de Eerste Wereldoorlog ontwikkelde Fritz Haber chemische strijdgassen. Hij slaagde daarin door chloorgas en mosterdgas te produceren. Zijn vrouw, Clara Immerwahr, liet al eerder in het openbaar blijken dat zij het zeer oneens was met de betrokkenheid van Haber bij de ontwikkeling van chemische strijdgassen. Na zijn terugkeer van het front bij Ieper, waar Fritz Haber betrokken was bij de eerste inzet van chloorgas op 22 april 1915, pleegde zij op 2 mei dat jaar zelfmoord door zich met zijn dienstwapen in de borst te schieten.
Na de Eerste Wereldoorlog vermoedde hij dat de geallieerden hem verdachten van misdaad tegen de menselijkheid op grond van afspraken tijdens de Vredesconferentie van Den Haag; Fritz Haber vluchtte daarom tijdelijk naar Zwitserland. Hij is echter niet aangeklaagd of veroordeeld, omdat de geallieerden in Versailles besloten om, als ze de Oberster Kriegsherr Keizer Wilhelm II niet konden berechten, dan maar niemand te vervolgen.
In zijn memoires beschreef Otto Hahn een gesprek met Haber: „Na mijn opmerking dat deze wijze van oorlogsvoering in strijd was met de Haagse vredesconferentie, zei hij dat de Fransen begonnen waren door de inzet van met gas gevulde geweerpatronen, zij het weinig effectief. Tevens zei hij dat ontelbare mensenlevens gered zouden worden als zo de oorlog sneller beëindigd werd“.
Nadat Fritz Haber vanwege de machtsovername door de nazi's Duitsland moest ontvluchten werd hij uitgenodigd door Sir William Jackson Pope om naar Cambridge te komen. Fritz Haber gaf er enkele maanden les aan de Universiteit van Cambridge. Hij had al enige tijd last van zijn hart en omdat hij de Engelse winters vreesde wilde hij vertrekken. Hij overwoog om een baan aan te nemen in Rehovot, in het toenmalige Britse mandaatgebied Palestina (nu Israël). Hij vestigde zich echter nergens definitief. In januari 1934 stierf Fritz Haber op doorreis naar een hersteloord in Bazel (Zwitserland) op 65-jarige leeftijd aan een hartaanval.
Habers familie verliet ook Duitsland. Zijn tweede vrouw, Charlotte Nathan Haber (1889-1976), met haar twee kinderen, vestigde zich in Engeland. Hermann, Habers zoon uit zijn eerste huwelijk, emigreerde naar de Verenigde Staten van Amerika tijdens de Tweede Wereldoorlog. Hij pleegde er zelfmoord in 1946. Een aantal leden van Habers familie werden vermoord in de concentratiekampen tijdens het nationaalsocialistische regime in Duitsland.

## Verrichtingen

### Haber-Boschproces
Aan de Technische Hochschule van Karlsruhe deed Haber in 1908 zijn grootste uitvinding, het Haberproces. Het lukte hem om uit stikstofgas (N2) en waterstofgas (H2) onder hoge druk ammoniak (NH3) katalytisch te syntheseren. Ammoniak is een belangrijke grondstof voor de productie van stikstofproducten, zoals kunstmest. Het kostte Carl Bosch, die werkzaam was bij de Badische Anilin und Soda Fabrik (BASF), nog vier jaar om het Haberproces op te schalen tot een industrieel proces en in 1913 kon de eerste grote ammoniakfabriek worden geopend in Oppau (nabij Ludwigshafen am Rhein). 
Het belang van het Haber-Boschproces bleek toen in 1914 de Eerste Wereldoorlog uitbrak en Duitsland door de Britse zeeblokkade geen toegang meer had tot de natuurlijke calichemijnen in Chili. Door caliche, een nitraatzout, te behandelen met potas wordt het omgezet in salpeter, een essentiële grondstof voor buskruit. Een andere methode om salpeter te maken is uit salpeterzuur, dat kan worden geproduceerd door ammoniak te laten reageren met zuurstof. Dankzij Habers ontdekking van ammoniaksynthese kon Duitsland uit lucht grote hoeveelheden ammoniak maken en dus ook grote hoeveelheden munitie.

### Strijdgassen

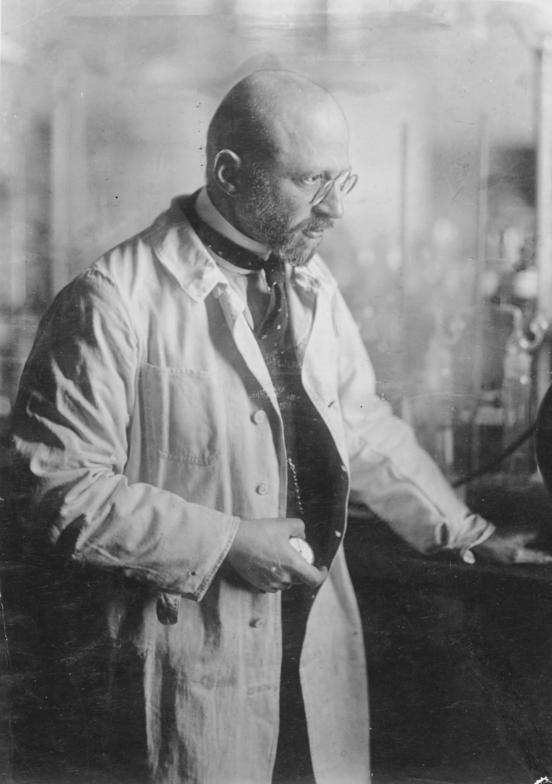
Fritz Haber in zijn laboratorium

Haber heeft veel tijd en energie besteed aan het onderzoek naar strijdgassen, zoals chloor- en mosterdgas in de Eerste Wereldoorlog. Aan de andere kant van het front werkte ook zijn Franse tegenhanger Victor Grignard aan soortgelijke chemische wapens. Op de aanklachten dat de inzet van strijdgassen onmenselijk was, zei hij: "Dood is dood, hoe het ook tot stand wordt gebracht." Na de eerste gasaanval met chloorgas op 22 april 1915 nabij Ieper vroeg zijn vrouw, Clara Immerwahr, hem hiervoor verantwoording. Clara was zelf sterk antimilitaristisch. Haber reageerde hierop zeer kwaad. Enkele dagen later pleegde zijn echtgenote zelfmoord met zijn dienstwapen. Dit weerhield hem echter niet zijn onderzoek met strijdgassen verder te ontwikkelen.
Het mosterdgas dat voor het eerst in 1917 op grote schaal werd ingezet kreeg de bijnaam Yperiet, naar de Franse naam "Ypres" voor "Ieper". Daarna gebruikten zowel Duitsland als de geallieerde troepen gifgassen in de oorlogsvoering. De wedloop in de loopgraven werd pas beëindigd toen Duitsland in 1918 de oorlog moest opgeven. Omdat er geruchten waren dat hij zou voorkomen op een lijst van gezochte oorlogsmisdadigers vluchtte Haber met vrouw en kinderen naar Zwitserland. Daar vernam hij dat hem de Nobelprijs voor de Scheikunde was toegekend vanwege de ammoniaksynthese.
Na zijn terugkeer eind 1919 naar Duitsland probeerde hij zes jaar lang om goud uit zeewater te winnen, echter tevergeefs. Zijn doel was om Duitsland te ondersteunen bij de opgelegde herstelbetalingen ten gevolge van de Eerste Wereldoorlog.
Vanaf april 1917 kreeg Haber de leiding over een onderzoekscommissie die chemische insectenbestrijding moest ontwikkelen. Deze activiteiten werden in maart 1919 ondergebracht in de "Deutschen Gesellschaft zur Schädlingsbekämpfung (Degesch)" (Duitse Vereniging voor Bestrijdingsmiddelen). Eerst had Haber de leiding, vanaf 1920 Walter Heerdt. Door Degesch werd, na de Eerste Wereldoorlog, het cyanideproduct zyklon B (blauwzuurgas) ontwikkeld dat als insecticide werd ontworpen en toegepast. Het blauwzuurgas werd gemaakt door cyaankali te behandelen met verdund zwavelzuur. Later werd het echter ook misbruikt in de vernietigingskampen in de gaskamers. Met dit gas werden door de Duitsers zeer vele Joden gedood in een aantal concentratiekampen, waaronder Auschwitz-Birkenau. Deze gebeurtenissen vonden plaats na Habers overlijden. Een aantal betrokken directeuren van Degesch en toeleveranciers werden na de Tweede Wereldoorlog verdacht van en veroordeeld voor betrokkenheid bij moord. Ferdinand Flury, een vroegere medewerker van Haber, ontwikkelde later Zyklon A en verkreeg het patent.

### IG Farben
Fritz Haber was vanaf de oprichting van IG Farben in 1925 lid van de toezichtsraad. Nadat de nationaalsocialisten 1933 de macht overnamen in Duitsland werden de Joodse medewerkers uit IG Farben verwijderd. Haber werd tevens gedwongen te vertrekken, ondanks zijn verdiensten voor Duitsland, omdat hij de nationaalsocialistische principes niet wilde steunen.

## Werken
- Grundriss der technischen Elektrochemie auf theoretischer Grundlage (1898)
- Thermodynamik technischer Gasreaktionen: Sieben Vorlesungen (1904)
  - Thermodynamics of Technical Gas Reactions: Seven lectures (1908)
- Practical Results of the Theoretical Development of Chemistry (1924)
- Fünf Vorträge aus den Jahren 1920–1923. (1924). Nieuwe editie onder de titel:  Die Chemie im Kriege – Fünf Vorträge (1920–1923) über Giftgas, Sprengstoff und Kunstdünger im Ersten Weltkrieg.  (2020), ISBN 978-3-945831-26-7
- Aus Leben und Beruf. Aufsätze, Reden, Vorträge. (1927)